# Бингэм, Джордж, 5-й граф Лукан
Полковник Джордж Чарльз Бингэм, 5-й граф Лукан, 1-й барон Бингэм (13 декабря 1860 — 20 апреля 1949) — британский дворянин, военный и политик. Он носил титул учтивости — лорд Бингэм с 1888 по 1914 год.

## Происхождение и образование

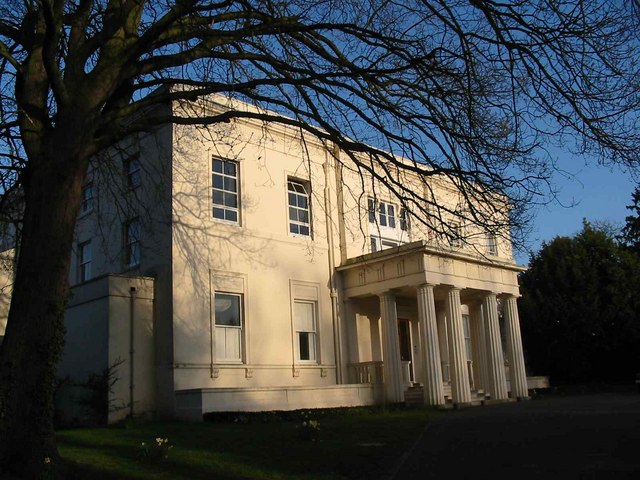
Лалэм-хаус, проданный графом Луканом в 1922 году, позже известный как аббатство Лалэм, образует девять квартир возле Лалэм-Парка в Лалэме.

Родился 13 декабря 1860 года на 51 Портленд-Плейс, Марилебон, в Лондоне. Старший сын Чарльза Бингема, 4-го графа Лукана (1830—1914), и леди Сесилии Кэтрин Гордон-Леннокс (1838—1910), одной из трех дочерей Чарльза Гордон-Леннокса, 5-го герцога Ричмонда . Он получил образование в школе Харроу, а затем в Королевском военном колледже в Сандхерсте.

## Военная карьера
В 1881 году Джордж Чарльз Бингэм был зачислен в стрелковую бригаду. Он участвовал в экспедиции в Бечуаналенд (1884—1885) и был награжден Орденом Нила 3-го класса. Впервые он вышел в отставку в чине капитана в 1896 году. В 1900 году он вступил в 1-ю Лондонскую стрелковую добровольческую бригаду (территориальная армия) в звании майора, дослужившись до звания полковника. Он снова участвовал в Первой мировой войне, во время которой он упоминался в депешах. Он получил чин почётного бригадного генерала в 1917 годe и вышел в отставку в звании подполковника в 1923 году.

## Политическая карьера

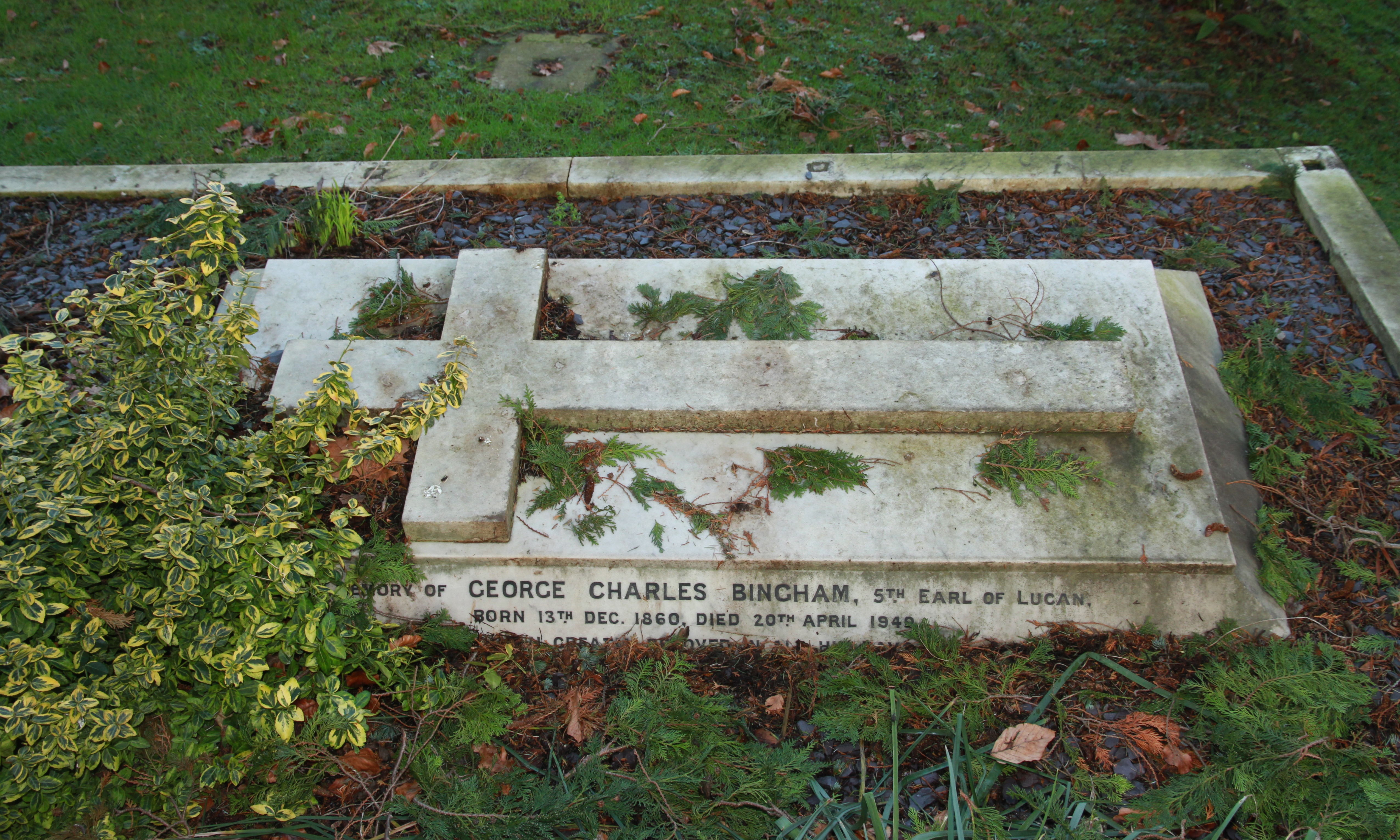
Могила 5-го графа Лукана на кладбище прихода Всех Святых, Лалэм, Миддлсекс

Лорд Бингэм, будучи членом Консервативной партии, заседал в Палате общин Великобритании от избирательного округа Чертси в графстве Суррей (1904—1906). На парламентских выборах в Великобритании в 1906 году он потерпел поражение от кандидата от Либеральной партии.
5 июня 1914 года после смерти своего отца Джордж Чарльз Бингэм унаследовал титулы 5-го графа Лукана, 5-го барона Лукана и 11-го баронета Бингэма из Каслбара в графстве Мейо. В августе того же 1914 года лорд Лукан был избран ирландским пэром-представителем в Палате лордов Великобритании.
Лорд Лукан занимал пост лорда в ожидании (правительственного кнута в Палате лордов) в правительствах Дэвида Ллойда Джорджа, Бонара Лоу и Стэнли Болдуина с 1920 по 1924 год и в правительстве Стэнли Болдуина с 1924 по 1929 год. Он дважды занимал должность капитана корпуса офицеров почётного эскорта в 1929, 1931—1940 годах.
Лорд Лукан был назначен верховным шерифом графства Мейо на 1902—1903 годы. Позднее он пожизненно занимал должности заместителя лейтенанта графства Мейо и заместителя лейтенанта графства Мидлсекс, а также работал мировым судьей в Мидлсексе.
28 июня 1934 года для лорда Лукана был создан титул барона Бингэма из Мелкомба-Бингэма в графстве Дорсет в системе Пэрства Соединённого королевства, что дало ему и его наследникам право заседать в Палате лордов Великобритании. Его старший сын, Джордж, занял место в Лейбористской партии после того, как унаследовал звание пэра в 1949 году.
В 1922 году лорд Лукан продал свою семейную резиденцию (с 1803 года) в Лалэм-хаусе и большую часть оставшейся земли. Покупателем дома была Римско-католическая церковь. Ранее он расширил подаренную своим отцом землю, которая передала Лалэм-Парк для общественного пользования .

## Личная жизнь
30 ноября 1896 года Джордж Бингэм женился на Вайолет Сильвии Бланш Спендер Клэй (ок. 1878 — 31 января 1972), дочери Джозефа Спендера Клея и Элизабет Сидни Гарретт. У супругов было четверо детей:
- Джордж Чарльз Патрик Бингэм, 6-й граф Лукан (24 ноября 1898 — 21 января 1964), старший сын и преемник отца[1].
- Леди Барбара Вайолет Бингэм (17 августа 1902 — 17 декабря 1963)[1], вышедшая замуж за Джона Бевана.
- Достопочтенный Джон Эдвард Бингэм (29 февраля 1904 — сентябрь 1992)[1]
- Леди Маргарет Бингэм (16 сентября 1905 — 17 августа 1977)[1], вышла замуж за фельдмаршала 1-го графа Александра Тунисского, сына Джеймса Александра, 4-го графа Каледона.

Лорд Лукан скончался в апреле 1949 года в возрасте 88 лет, ему наследовал графство его старший сын Джордж. Вдовствующая графиня (леди) Лукан умерла после их старшего сына в 1972 году.

## Почести

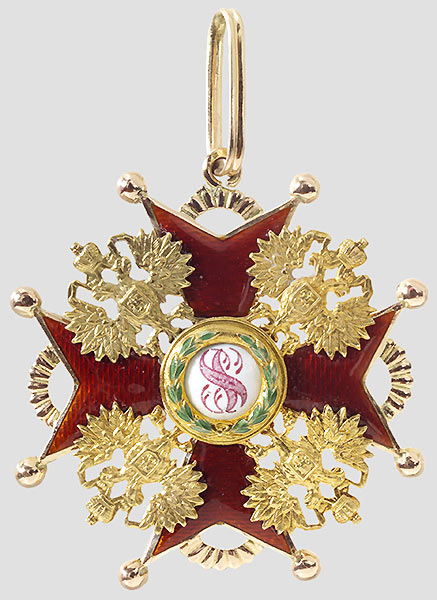
Орден Святого Станислава (Российская империя)

- Кавалер Ордена Нила 3-го класса (1885)[1]
- Кавалер Ордена Святого Станислава II степени (Российская империя)[1]
- Кавалер Ордена Бани (1919)[1]
- Кавалер Ордена Британской империи (1920)[4]
- Территориальная награда (1920)[1]
- Адъютант короля с 1920 по 1928 год.
- Член Тайного совета Великобритании (1938)
- Кавалер Большого креста Королевского Викторианского ордена (1939)[1].